# Italy (Texas)
Italy é uma cidade  localizada no estado norte-americano de Texas, no Condado de Ellis.

## Demografia
Segundo o censo norte-americano de 2000, a sua população era de 1993 habitantes.
Em 2006, foi estimada uma população de 2108, um aumento de 115 (5.8%).

## Geografia

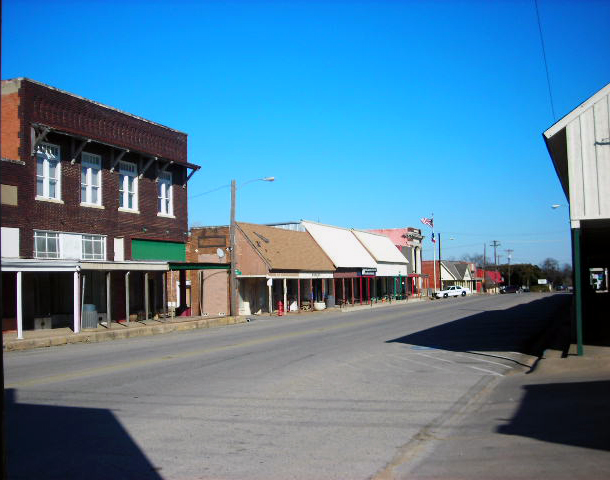
Centro de Italy

De acordo com o United States Census Bureau tem uma área de
4,6 km², dos quais 4,6 km² cobertos por terra e 0,0 km² cobertos por água. Italy localiza-se a aproximadamente 174 m acima do nível do mar.

## Localidades na vizinhança
O diagrama seguinte representa as localidades num raio de 20 km ao redor de Italy.